# UK garage
UK garage (afgekort: UKG) is een stroming van elektronische muziek die zich in de jaren 1990 in Engeland ontwikkelde. Het genre is gebaseerd op garage-house, met invloeden van onder meer drum and bass, hiphop en r&b, house, jungle en dancepop. Kenmerkend zijn de schuddende, syncopische ritmes met hi-hats, cymbals en snares, variërend tussen 4/4 house beats en onregelmatige 2-step patronen. Vaak bevat het bewerkte, getime-stretchte of gepitchte vocals rond 130 BPM. De piek van het genre lag ronde millenniumwisseling. Dubstep, grime en bassline zijn voortgekomen uit onder meer UK garage.
In de jaren 2010 kende het genre een heropleving, waarna het begin jaren 2020 een definitieve revival van UK garage doormaakte. Deze beweging wordt vaak aangeduid als new UK garage afgekort NUKG, wordt grotendeels toegeschreven aan de Londense producer Conducta en zijn platenlabel Kiwi Rekords. Halverwege de jaren 2020 beleefde ook Sammy Virji zijn definitieve doorbraak in Europa en wereldwijd.

## Ontstaan
UK garage ontstond halverwege de jaren negentig in Londen. Dj-teams als Tuff Jam en Dreem teem brachten de Amerikaanse garage house in Londen. Veelal draaiden ze de platen echter op hoger tempo, waardoor een nieuw geluid ontstond dat zich voortzette in nieuwe producties.

## Speedgarage
In 1996 gaf de Amerikaanse dj Armand van Helden het genre een nieuwe wending met drie remixes: Sugar is sweeter van CJ Bolland, Spin spin sugar van Sneaker Pimps en Profesional widow van Tori Amos. Deze remixes deden het zeer goed in de UK garage-scene. Het vond navolging door singles als Rip Groove (1997) van Double 99 en It's a London thing (1997) van Scott Garcia ft. MC Styles. Het genre werd al snel een hype. In Nederland werd Joost van Bellen een van de ambassadeurs van het genre. Speedgarage beleefde zijn hoogtepunt begin 1998 met de hits Deeper van Serious Danger, Kung-fu van 187 Lockdown en Let me show you van Camisra. Ook rapper Silvah Bullet maakt enkele singles in het genre. Na 1998 verdween de speedgarage weer even snel als deze gekomen was.

## 2 Step
Nadat Speedgarage over zijn hoogtepunt heen was, begonnen producers het geluid meer te vermengen met drum and bass en r&b. Een van de eersten daarmee is MJ Cole, die in 1998 het nummer Sincere uitbracht. In de zomer van 1999 maakten Shanks & Bigfoot de eerste 2-stephit met het nummer Sweet like chocolate. Het begrip 2-step kreeg pas echt een brede bekendheid toen begin 2000 The Artful Dodger de hitlijsten bereikte met Re-rewind en Movin' too fast. Een nieuwe hype was geboren en er volgden nog wat hitjes zoals Summer of love van Lonyo Engele, Summer jam van The Underdog Project, Out of your mind van True steppers ft. Victoria Beckham, Flowers van Sweet Female Attitude en Girls like us van B15-project. Een laatbloeiertje was Daniel Beddingfield, die begin 2002 een hit maakte met Gotta get thru this.  Meer underground maakten producers als Wookie en The Wideboys die platen.

## Grime
In 2001 evolueerde het geluid verder. Zo wisten in dat jaar de So Solid Crew en hun spin-off-act Oxide & Neutrino de nodige indruk naar zich toe te trekken, vanwege het verwerken van invloeden uit de hiphop. Dat deden ook Miss Dynamite en The Streets, die doorbrak met het album Original pirate material. Rond 2003 vormde zich zodoende een nieuw, agressiever populair geluid. Dit wordt grime genoemd. Het bracht invloeden uit de gangsta rap binnen de UK garage. De rappers en producers Dizzee Rascal en Wiley Kat werden de belangrijkste vaandeldragers van de grime. De invloeden zijn ook terug te horen bij Lady Sovereign en M.I.A..

## Dubstep
Een wat diepere en meer donkere variant van UK garage is de dubstep, die halverwege de jaren 00 ontstond. Producers als Burial en Benga zijn belangrijke pioniers. Rond 2010 brak het genre door naar een groter publiek. Daarbij ontstond een splitsing tussen harde dansvloergerichte dubstep van Skrillex en Nero en de meer op luisteren gerichte SBTRKT en Katy B.

## NUKG
NUKG, oftewel new UK garage, is een subgenre van UK garage dat begin jaren 2020 opkwam als een moderne herinterpretatie van het oorspronkelijke geluid. Het genre bouwt voort op de kenmerkende 2-step ritmes, swung drums en gesamplede vocals van klassieke UK garage, maar maakt gebruik van moderne productietechnieken en invloeden uit onder andere house, grime en bassline. De naam "NUKG" wordt vaak gebruikt om de nieuwe generatie UK garage-artiesten te onderscheiden van de oorspronkelijke stroming uit de late jaren 90 en vroege jaren 2000.
De heropleving wordt grotendeels toegeschreven aan de Londense producer Conducta en zijn label Kiwi Rekords, dat sinds 2018 een platform biedt aan nieuwe UK garage-artiesten. Andere prominente namen binnen NUKG zijn Sammy Virji, DJ Jackum, Higgo, Oppidan en MPH, die met hun producties en live-sets bijdragen aan de verdere verspreiding van het genre. Sammy Virji brak rond 2023 definitief door met zijn virale DJ Mag-set en werd een van de meest herkenbare artiesten binnen de beweging.
NUKG onderscheidt zich van traditionele UK garage door een strakkere, digitale productie en een bredere integratie van moderne elektronische muziekstijlen. Hoewel het genre voornamelijk in het Verenigd Koninkrijk populair is, heeft het ook internationaal aanhang gekregen, mede door livestreams en online muziekplatforms zoals SoundCloud en Bandcamp. Het stijgende aantal clubavonden en festivals met NUKG-gerichte line-ups heeft bijgedragen aan de groeiende populariteit van het genre binnen de elektronische muziekscene.